# Rovinj Photodays
Rovinj Photodays je najveći festival fotografije u Hrvatskoj, koji se održava od 2008. godine u organizaciji udruge Livingstone  i Astorie d. o. o.

## O festivalu
Rovinj Photodays je cjelogodišnji projekt koji uključuje putujuće izložbe u suradnji s kulturnim institucijama i galerijama te završnicu festivala u lipnju u Rovinju u sklopu koje se održava niz radionica, pregleda portfolia, izložbi u zatvorenim, galerijskim prostorima i na otvorenom. Na festivalu sudjeluju međunarodni stručnjaci za fotografiju i fotografi iz čitave regije. Svi sudionici godišnjeg natječaja, kao finalisti, osim novčanih nagrada, ostvaruju pravo na sudjelovanje u putujućoj grupnoj izložbi, a njihove se fotografije svake godine uvrštavaju u stalni fundus Muzeja za umjetnost i obrt. Festival nudi mnoštvo otvorenih sadržaja bez ograničenog sudjelovanja ili ulaznica, mogućnosti za razgledanje raznovrsnih izložbi te sudjelovanje u nagradnim foto rutama.   Arhivirana inačica izvorne stranice od 22. lipnja 2013. (Wayback Machine)

## Nagrada Kadar
Nagrada Kadar se dodjeljuje pobjednicima svih kategorija od 2008. godine, odnosno od početka festivala. Dizajn nagrade potpisuje Kreativni odjel.

### Žiri
Žiri čine predsjednik žirija te članovi žirija. Svake se godine biraju novi članovi žirija iz različitih umjetničkih i kulturnih područja.
Od 2014. godine žiri se sastoji od nacionalnih selektora zemalja partnera (Bosna i Hercegovina, Crna Gora, Hrvatska, Italija, Makedonija, Slovenija i Srbija) te od glavnog selektora koji ima zadnju riječ odabira finalista i pobjednika.
2014 
Glavni selektor: Tod Papageorge. 
Nacionalni selektori: 

Bosna i Hercegovina: Haris Čalkić, Dženat Dreković, Amer Kapetanović.

Crna Gora: Mirjana Dabović Pejović, Lazar Pejović, Duško Miljanić.

Hrvatska: Marina Viculin, Iva Prosoli, Mladen Lučić.

Italija: Stefania Rössl, Fabio Severo, Massimo Sordi.

Makedonija: Elena Bojadijeva-Cvetkovska, Dragi Nedelchevski, Robert Jankuloski.

Slovenija: Peter Koštrun, Jane Stravs, Jaka Babnik.

Srbija: Ivana Tomanović, Ana Adamović, Darko Stanimirović.
2013. Markita Franulić (P), Michael Diemar, Žarko Vijatović, Goran Trbuljak
2012. Hrvoje Slovenc (P), Andreana Scanderbeg, Karen Irvine, Sergio Bessa, Soraja Helac
2011. Sandra Vitaljić (P), Stefania Rössl, Massimo Sordi, Boris Cvjetanović, Ana Opalić
2010. Helena Srakocic (P), Walter Liva, Dubravka Osrečki Jakelić, Natalija Bajrić
2009 Berislav Valušek (P), Andrea Klarin, Enrico Bossan, Michael Muller, Reiner Opoku, Bruketa & Žinić
2008. Tihomir Milovac (P), Branko Franceschi, Maša Štrbac, Branka Hlevnjak, Ivica Nikolac, Nikica Badrov, Mio Vesović, Ivo Posavec, Ivica Vidović (pridruženi član za kategoriju oglašavanje)

### Kategorije
2014. Arhitektura, Moda, Pejzaž, Portret, Akt/Tijelo, Dokumentarna fotografija, Umjetnički koncept.
2013. Publikacije, Primijenjena fotografija, Moda, Arhitektura, Dokumentarna fotografija, Pejzaž, Portreti, Akt/Tijelo, Umjetnički koncept, Životno djelo, Posebna priznanja za doprinos u razvoju hrvatske fotografije.
2012. Publikacije, Primijenjena fotografija, Moda, Arhitektura, Dokumentarna fotografija, Pejzaž, Portreti, Akt/Tijelo, Posebna nagrada za mlade autore, Umjetnički koncept, Životno djelo, Posebna priznanja za doprinos u razvoju hrvatske fotografije.
2011. Arhitektura, Moda, Pejzaž, Portret, Primijenjena fotografija, Akt/Tijelo, Dokumentarna fotografija, Publikacije, Umjetnički koncept, Video snimljen fotoaparatom, Posebna nagrada za mlade autore (do 28 godina).
2010. Slobodna tema, Ljudi, Mrtva priroda, Akt, Moda, Priroda, Arhitektura, Profesionalni koncept, Izdavaštvo, Multimedija, Životno djelo.
2009. Izdavaštvo, Novinska fotografija, Oglašavanje, Arhitektura, Erotska fotografija, Moda, Priroda, Ljudi, Generirana fotografija, Slobodna tema, Fotomonografija, Portfolio, Životno djelo.
2008. Oglašavanje, Arhitektura, Moda, Izdavaštvo, Priroda/Društvo/Umjetnost, Erotska fotografija, Generirana fotografija, Novinska fotografija.

### Prvonagrađeni
2014.
Arhitektura - Nicoletta Borasso
Moda - Igor Sitar
Pejzaž - Domenico Cipollina
Portret - Suzana Holtgrave
Akt/Tijelo - Đani Celija
Dokumentarna fotografija - Mario Topić
Umjetnički koncept - Vittorio Mortarotti

2013.
Publikacije - Nenad Šaljić
Primijenjena fotografija - Barbara Šarić
Moda - Maja Jokić
Arhitektura - Bojan Mrđenović
Dokumentarna fotografija - Mario Topić
Pejzaž - Mario Pućić
Portreti - Nikola Šerventić
Akt / Tijelo - Nives Milješić
Umjetnički koncept - Davor Konjikušić
Životno djelo -  Josip Klarica
Posebna priznanja za doprinos u razvoju hrvatske fotografije -  Zvonimir Baričević i Miljenko Smokvina

2012.
Publikacije - Sanja Perović
Primijenjena fotografija - Vjekoslav Skledar
Moda - Romano Decker i Dejan Kutić
Arhitektura - Mira Stanić
Dokumentarna fotografija - Mario Topić
Pejzaž - Borko Vukosav
Portreti - Dalibor Talajic
Akt / Tijelo - Isabella Bubola
Posebna nagrada za mlade autore - Tjaša Kalkan, Petra Mrša, Siniša Glogoški
Umjetnički koncept - Hassan Abdelghani
Životno djelo -  Mladen Tudor
Posebna priznanja za doprinos u razvoju hrvatske fotografije -  Abdulah Seferović i Virgilio Giuricin

2011.
Arhitektura - Darija Cikač
Moda - Bruna Kazinoti
Pejzaž - Igor Zirojević
Portret - Smiljka Guštak
Primijenjena fotografija - Sanja Bachrach/Mario Krištofić
Akt/Tijelo - Barbara Šarić
Dokumentarna fotografija - Dinko Cepak
Publikacije - Toni Hnojčik
Umjetnički koncept - Hrvoje Slovenc
Video snimljen fotoaparatom - Vladimir Kanić
Posebna nagrada za mlade autore (do 28 godina) - Petra Mrša

2010.
Slobodna tema - Petar Trinajstić
Ljudi - Tom Dubravec
Mrtva priroda - Mladen Šarić
Akt - Petra Mrša
Moda - Romano Decker i Dejan Kutić
Priroda - Dinko Neskusil
Arhitektura - Ivana Hengl
Profesionalni koncept - Ana Peraica
Izdavaštvo - Stanko Abadžić
Multimedija - Dinko Cepak
Novinska - Antonio Bronić
Životno djelo - Renco Kosinožić

2009.
Izdavaštvo - Nina Đurđević
Novinska fotografija - Igor Sambolec
Oglašavanje - Sandra Vitaljić
Arhitektura - Aleksandar Nedić
Erotska fotografija - Damir Bortek
Moda - Bruna Kazinoti
Priroda - Mario Šebetovsky
Ljudi - Mario Javorčić
Generirana fotografija - Aleksandar Nedić
Slobodna tema - Davor Šarić
Fotomonografija - Ivan Posavec
Portfolio - Luka Baljkas
Životno djelo - Marija Braut

2008.
Oglašavanje - Siniša Gulić
Arhitektura - Roberto Spudić
Moda - Romano Decker i Dejan Kutić
Izdavaštvo - Ratko Mavar
Priroda/Društvo/Umjetnost - Jelena Popić
Erotska fotografija - Damir Prodan
Generirana fotografija -  Marko Beslać
Novinska fotografija - Patrik Maček

## Lokacije
Rovinj Photodays se održava u Rovinju na nekoliko lokacija: Multimedijalni centar (MMC), CVU Batana, Zavičajni muzej Grada Rovinja, crkva sv. Tome, Maistrini hoteli Adriatic, Lone, Eden, Park, Galerija Adris, Zajednica talijana Grada Rovinja Circolo, Klub podvodnih aktivnosti Rovinj te na mnogim lokacijama na otvorenom.

## Web izvori
http://www.photodays-rovinj.com/hr-hr/o-festivalu/opce-informacije  Arhivirana inačica izvorne stranice od 22. lipnja 2013. (Wayback Machine)

## Vanjske poveznice
Službena stranica
Facebook stranica
Finalisti 2014  Arhivirana inačica izvorne stranice od 29. svibnja 2014. (Wayback Machine)